# Arroyo Hondo, Querétaro Arteaga
Arroyo Hondo är en ort i Mexiko.   Den ligger i kommunen Corregidora och delstaten Querétaro Arteaga, i den centrala delen av landet, 180 km nordväst om huvudstaden Mexico City. Arroyo Hondo ligger 1 941 meter över havet och antalet invånare är 261.
Terrängen runt Arroyo Hondo är lite kuperad. Runt Arroyo Hondo är det ganska tätbefolkat, med 104 invånare per kvadratkilometer. Närmaste större samhälle är Santiago de Querétaro, 9,9 km norr om Arroyo Hondo. Omgivningarna runt Arroyo Hondo är en mosaik av jordbruksmark och naturlig växtlighet.